# Tavekjaure (Jokkmokks socken, Lappland, 739128-172568)
Tavekjaure är en sjö i Jokkmokks kommun i Lappland och ingår i Råneälvens huvudavrinningsområde.